# Coilostylis
Coilostylis é um género botânico pertencente à família das orquídeas (Orchidaceae). Foi proposto por Rafinesque em Flora Telluriana 4: 37, em 1836, quando descreveu sua espécie tipo, a Coilostylis emarginata hoje um sinônimo da Coilostylis ciliaris (L.) Withner & P.A.Harding, originalmente descrita por Lineu como Epidendrum ciliare.

## Distribuição
Coilostylis é composto por cerca de oito robustas espécies epífitas, de crescimento subcespitoso, aéreo ou pendente e tamanhos variáveis, que ocorrem em florestas quentes e úmidas do México até o norte do Brasil e noroeste da América do Sul, com morfologia floral similar, e que diferenciam-se de Epidendrum por apresentarem pseudobulbos, mesmo que algumas vezes estes não sejam óbvios. Três espécies registradas para o Brasil.

## Descrição
Vegetativamente Coilostylis divide-se em três grupos: um com morfologia similar àquela de Cattleya, com as quais poderia até ser confundido pelos leigos, devido aos seus pseudobulbos monofoliados. Outro grupo apresenta grandes pseudobulbos alongados com mais folhas e entrenós, tardiamente bifoliados, que crescem tanto da base dos pseudobulbos antigos como da extremidade de suas longas inflorescências, resultando em plantas muitos altas, algumas vezes com mais de dois metros. O último grupo é formado por espécies de hábito pendente, que crescem sempre pendentes, de pseudobulbos roliços que à primeira vista parecem apenas prolongamentos tanto do rizoma como de suas folhas muito carnosas.
A inflorescência é apical, ereta ou arqueada em curtas umbelas na extremidade de longa inflorescência ou então em curtos rácimos com flores mais ou menos próximas. A morfologia floral de espécies vegetativamente tão diversas aproxima-se mais, entretanto algumas espécies apresentam poucas flores grandes enquanto outras as têm menores e em maior quantidade.
Em regra são flores de cores pálidas e claras, em tons de verde ou creme, com labelo branco, grande destacado e mais vistoso que os segmentos restantes. As sépalas e pétalas são lineares, bastante estreitas, algo clavadas e acuminadas, atenuadas para a base, livres, bem explanadas, algumas vezes com pétalas e sépalas laterais curvadas para baixo, e sépala dorsal bem ereta e destacada, em regra as pétalas um pouco menores que as sépalas. O labelo, na base concrescido com a coluna, é manifestamente trilobado, plano, com lobos laterais grandes de margens inteiras ou profundamente ciliadas e lobo mediano bastante estreito, com espessamento linear longitudinal, algumas vezes muito alongado e sempre de área menor que os laterais. A coluna, bastante longa, é curvada e clavada, apoda, com antera dorso terminal.

## Taxonomia
Desde sua criação este gênero, resultante da elevação à categoria de gênero do subgênero Aulizeum de Epidendrum, permaneceu na obscuridade. Recentemente Withner & Harding propuseram sua aceitação. Tinham a intenção de aceitar Auliza Salisbury, afirmam que este não foi validamente publicado portanto não poderia ser utilizado sendo então adotado o próximo nome disponível, Coilostylis.
Segundo a filogenia de Laeliinae publicada no ano 2000 em Lindleyana por Cássio van den Berg et al., Coilostylis encontra-se inserido no clado de Epidendrum, aparentemente isolado entre Barkeria e Nanodes. É importante notar que o trabalho de Van den Berg, principalmente no grupo que inclui Epidendrum ainda é apenas um estudo preliminar. Epidendrum é um gênero bastante grande, poucas espécies foram amostradas e nenhuma análise mais completa de sua João Barbosa Rodrigues foi publicada até este momento.
Nos anos recentes existe a tendência de ignorar muitos dos pequenos gêneros que haviam sido removidos de Epidendrum há muito tempo e considerar todas essas espécies como Epidendrum. É prematuro separar, reincorporar para depois separar novamente ou não. Até que se publique um estudo mais completo de sua filogenia, mantemos estes pequenos gêneros em separado, mormente porque, além de sua morfologia vegetativa divergente, quase todos estes gêneros aparecem mais ou menos agrupados entre si, com poucas exceções, e algo separados de Epidendrum, pelo menos segundo o trabalho acima mencionado.
Observamos que a análise genética muitas vezes ainda falha em apresentar resultados claramente conclusivos ou comprobatórios para separação e agrupamento de espécies proximamente aparentadas em gêneros menores, mesmo que de morfologias bastante diferentes. Por esta razão divisões genéricas que privilegiam a filogenia muitas vezes tendem a estabelecer gêneros maiores, enquanto classificações baseadas em morfologia preferem divisões menores, mesmo arriscando-se a incorrerem em falha. Alertamos que a presente separação de Coilostylis de Epidendrum foi principalmente baseada em caracteres morfológicos algo variáveis. Futuramente pode-se verificar que algumas de suas espécies de fato pertencem a outros gêneros, ou mesmo que para a sua manutenção seria preciso criar muitos novos gêneros, talvez desnecessários, em Epidendrum.